# 누군가의 지상화
《누군가의 지상화》(일본어: ダレカの地上絵 다레카노치조에[*])은 일본의 밴드 Aqua Timez의 두번 째 정규 음반이다. 전작 《바람을 모아서》 이후 약 1년만인 2007년 11월 21일에 발매했다.

## 개요
타이틀은 '나스카 지상화'에서 유래해, '얼굴도, 이름도, 성별도, 나이도 모르는 누군가'를 표현했다.

## 수록곡
1. 한순간의 먼지 (一瞬の塵)
작사 : 후토시 / 작곡 후토시, OKP-STAR, 다이스케
2. 세상에서 가장 작은 바다여 (世界で一番小さな海よ)
작사 : 후토시 / 작곡 : 후토시
ALONES와 마찬가지로, 인간이 느끼는 "고독"을 표현한 곡.
3. 책갈피(しおり)
작사 : 후토시 / 작곡 : 후토시
3rd 싱글. 아라가키 유이가 모델인 미츠야사이다 CM송, NTV 스페셜 드라마 《신칸센 GIRL》 주제가.
책에 꽂혀있는 책갈피처럼 "사랑은 아직 끝나지 않았다"는 메시지를 담고 있다.
4. 작은 손(小さな掌)
작사 : 후토시 / 작곡 : 후토시
5th 싱글. 나카마 유키에, 이즈미 핀코 주연의 TBS 드라마 《죠시데카! -여자형사-》 주제가.
5. B with U
작사 : 후토시 / 작곡 : 후토시
멤버들은 한번도 등장하지 않지만 뮤직비디오가 존재한다.
6. 피벗 (ピボット)
작사 : 후토시 / 작곡 : 후토시, 다이스케
"포기하면 거기서 시합 종료입니다"라는 가사는, 후토시와 다이스케가 좋아하는 만화 슬램 덩크의 '안자이 선생'의 대사이다.
7. 백일몽 (interlude)(白昼夢（interlude）)
연주 : Aqua Timez / 작곡 : Aqua Timez
8. 가을 아래서 (秋の下で)
작사 : 후토시 / 작곡 : 후토시
인디즈 때 만든 곡을 리메이크한 곡.
9. ALONES
작사 : 후토시 / 작곡 : 후토시
4th 싱글. 애니메이션 블리치 6기 오프닝 테마.
10. 난기류 (乱気流)
작사 : 후토시 / 작곡 : Aqua Timez)
11. 가넷 (ガーネット)
작사 : 후토시 / 작곡 : 후토시
발매 7년 전에 가사를 쓴 곡.
12. 나의 장소~evergreen~ (僕の場所〜evergreen〜)
작사 : 후토시 / 작곡 : 후토시
2008년 Aqua Timez의 전국 투어 《evergreen tour 2008》 테마송.
13. 꿈 풍선 (yurikago version)(夢風船（yurikago version）)
작사 : 후토시 / 작곡 : 후토시
초회한정반, 통상반에 수록 된 보너스 트랙.
14. hana〜Evalasting〜
초회한정반에만 수록 된 시크릿 트랙.